# Средиземноморский морской дракон
Средиземноморский морской дракон (лат. Trachinus araneus) — вид хищных лучепёрых рыб семейства драконовых (Trachinidae). Распространены в восточной части Атлантического океана, включая Средиземное море. Максимальная длина тела 45 см.

## Описание
Тело удлинённое, сжато с боков; высота тела укладывается 4,3 раза в стандартную длину тела. Тело покрыто мелкой циклоидной чешуёй; грудь полностью покрыта чешуёй. Голова небольшая, рыло короткое. Глаза маленькие, их диаметр укладывается 4—5 раз в длину головы; расположены почти на верхнем профиле головы. Ширина межглазничного пространства примерно равна диаметру глаза. Рот большой, косой, не выдвижной. Окончание верхней челюсти немного заходит за задний край глаза. Мелкие зубы на обеих челюстях, сошнике и нёбе. На нижней части первой жаберной дуги 10 жаберных тычинок. Сильная колючка расположена на жаберной крышке. Есть колючки на предглазничной области и предкрышке. Первый спинной плавник короткий, с 6—7 жёсткими лучами. В длинном втором спинном плавнике 26—29 разветвлённых мягких лучей. В анальном плавнике 2 колючих и 29—31 мягких лучей. Хвостовой плавник слегка выпуклый или усечённый. В боковой линии 79—80 чешуек. 
Тело светло-желтовато-серое. По бокам тела проходят от одного до трёх продольных рядов округлых или прямоугольных тёмных пятен. Передняя половина первого спинного плавника чёрного цвета. Хвостовой плавник с несколькими точками у основания и тёмным краем.
Максимальная длина тела 45 см, обычно до 30 см.

## Биология
Морские донные рыбы. Обитают в прибрежных водах над песчаными и илистыми грунтами. Часто зарываются в грунт, и на поверхности остаются видны только глаза и чёрный спинной плавник. Питаются ракообразными и мелкими рыбами. Нерестовый период приходится на весну и лето. Икра и личинки пелагические. Первый колючий луч спинного плавника и шип на жаберной крышке с продольными бороздками, в основании которых расположены ядовитые железы. Яд не смертелен для человека, однако укол этими шипами вызывает сильную боль.

## Ареал
Распространены в тропических и тёплых умеренных водах восточной части Атлантического океана от Марокко до Намибии, включая острова Сан-Томе, Принсипи и Зелёного мыса. Вдоль атлантического побережья Европы встречаются до юга Португалии. В Средиземном море распространены повсеместно. Обитают на глубине от 0 до 100 м.